# Ins Fettnäpfchen treten
Die Redewendung ins Fettnäpfchen oder in den Fettnapf treten bedeutet, „es mit jemandem verderben“, weil ein Thema angeschnitten wurde, das für den Betroffenen unangenehm ist.
Belegt ist die Redewendung seit dem 19. Jahrhundert. Sie geht vermutlich auf die bäuerliche Sitte zurück, auf dem Fußboden in der Nähe des Herdes einen Napf mit Stiefelfett bereitzuhalten. In einer Variante der Erklärung sollen Näpfe gemeint sein, die auf dem Küchenboden standen, um das von zum Räuchern und Trocknen an der Decke aufgehängten Würsten und Schinken herabtropfende Fett aufzufangen. In beiden Fällen bestand die Gefahr, dass ein unaufmerksamer Besucher versehentlich hineintrat, wodurch dann Flecken und Spritzer auf dem Fußboden entstanden und er dadurch die Hausfrau verärgerte.
Die ironische Variante jemand lasse keinen Fettnapf aus beschreibt jemanden, der „alles falsch macht, was er nur falsch machen kann“.
Das englische Pendant ist „put one’s foot in it“.